# Get Get Down
Get Get Down is een nummer van de Amerikaanse dj Paul Johnson uit 1999. Het is afkomstig van zijn vijfde album The Groove I Have.
Het nummer bevat een sample uit "Me and the Gang" van Hamilton Bohannon. "Get Get Down" flopte in Johnsons thuisland Amerika, maar werd wel een hit in Europa, waar de housemuziek meer populariteit genoot. Het nummer bereikte bijvoorbeeld een 5e positie in het Verenigd Koninkrijk. In de Nederlandse Top 40 was het succesvoller met een 3e positie, terwijl het in de Vlaamse Ultratop 50 weer minder succes had met een bescheiden 27e positie.